# 2016 في ألمانيا
فيما يلي قوائم الأحداث التي وقعت خلال عام 2016 في ألمانيا.

## أحداث
- 23 يونيو – الهجوم المسلح على دار السينما في فيرنهايم
- 22 يوليو – هجوم ميونخ 2016
- 19 ديسمبر – هجوم برلين 2016
- 9 فبراير – حادث قطار باد آيبلينغ 2016

## سياسة

### انتهاء فترة المنصب
- 30 سبتمبر – بيير شتاينبروك عضو في البوندستاغ الألماني.
- 31 أكتوبر – ستانيسلاف تيليش رئيس البوندسرات.

## رياضة
- 1 مايو – إشبورن-فرانكفورت 2016 الفائزون ألكسندر كريستوف، ماكسيميليانو ريتشيزي، سام بينيت.
- 6 يونيو – نهائي دوري أبطال أوروبا 2015 الفائز نادي برشلونة.
- 12 يونيو – روند أم كولن 2016 الفائزون ديلان جروينويغن، نيكياس أرندت، أندريه جريبيل.
- 21 أغسطس – أوروآيز الكلاسيكي 2016 الفائزون جياكومو نيزولو، جون ديجينكولب، كاليب إيوان.
- 3 أكتوبر – طواف مونستر 2016 الفائزون روي يانس، باسكال أكرمان، جون ديجينكولب.

## أفلام
من الأفلام التي صدرت هذه السنة في ألمانيا:
- 1 يناير – الأوديسة العراقية من إخراج سمير (كاتب).
- 1 يناير – المبتدئ من إخراج Boo Junfeng [الإنجليزية]‏.
- 1 يناير – سباق من إخراج ستيفن هوبكينز (كاتب).
- 1 يناير – كسر نقطة من إخراج إيركسون كور.
- 1 يناير – كولايد من إخراج Eran Creevy [الإنجليزية]‏.
- 1 يناير – كولونيا من إخراج فلوريان جالينبيرجير.
- 1 يناير – موريس من أمريكا من إخراج Chad Hartigan [الإنجليزية]‏.
- 1 يناير – هي من إخراج بول فيرهويفن.
- 26 يناير – إيدي النسر من إخراج ديكستر فليتشر.
- 22 أبريل – مجسم من أجل الملك من إخراج توم تيكوير.[1]
- 13 مايو – جزيرة الماس من إخراج دافي تشو.
- 19 مايو – موستانغ من إخراج دينيز غامزي إرغوفين.
- 9 سبتمبر – سنودن من إخراج أوليفر ستون.[2]
- 3 ديسمبر – أرض الألغام من إخراج مارتن زاندفليت [الإنجليزية]‏.
- 26 ديسمبر – ريزدنت إيفل: ذي فاينال شابتر من إخراج بول أندرسون.

## برامج ومسلسلات وأنمي
- الحب الممنوع

## وفيات

### يناير
- 5 يناير – رودولف هاج (مواليد 1922) فيزيائي ألماني.
- 24 يناير – فريدرك بارث (مواليد 1928)[3]
- 29 يناير – روت ريمان (مواليد 1922) كاتبة ألمانية.[4]

### فبراير
- 29 فبراير – يوهانز لور (مواليد 1942) لاعب ومدرب كرة قدم ألماني.[5]

### مارس
- 2 مارس – الأمير يوهان غيورغ من هوهنزولرن (مواليد 1932) مؤرخ فن ألماني.[6]
- 5 مارس – نيكولاس هرننكورت (مواليد 1929)[7]
- 10 مارس – كين آدم (مواليد 1921)[8]
- 16 مارس – هوغو شتراسر (مواليد 1922)[9]
- 18 مارس – غيدو فيسترفيله (مواليد 1961) سياسي ألماني.[10]
- 18 مارس – لوتار شبيت (مواليد 1937) رئيس الوزراء الخامس لولاية بادن-فورتمبيرغ (1978-1991).[11]
- 24 مارس – استير هرليتز (مواليد 1921) دبلوماسية إسرائيلية.
- 24 مارس – روجر سيسيرو (مواليد 1970) مغني جاز ألماني.[12]
- 31 مارس – هانز ديتريش غينشر (مواليد 1927) سياسي ألماني.[13]

### أبريل
- 15 أبريل – فريدريك ماير (مواليد 1921)[14]
- 16 أبريل – هيلموت رود (مواليد 1925) سياسي ألماني.[15]
- 18 أبريل – فريتس هركنرات (مواليد 1928) لاعب كرة قدم ألماني.[16]
- 23 أبريل – إنجي كينج (مواليد 1915)
- 25 أبريل – هورست ساكس (مواليد 1927) رياضياتي ألماني.

### مايو
- 6 مايو – كلاوس امبلر (مواليد 1940)[17]
- 6 مايو – مارجوت هونيكر (مواليد 1927)[18]
- 26 مايو – هيدي إبستين (مواليد 1924)[19]

### يونيو
- 11 يونيو – رودي آلتيج (مواليد 1937) دراج ألماني.[20]
- 19 يونيو – غوتس جورج (مواليد 1938) ممثل ألماني.[21]

### يوليو
- 18 يوليو – هاينز لوكاس (مواليد 1920) لاعب ومدرب كرة قدم ألماني.
- 22 يوليو – أورسولا فرانكلين (مواليد 1921) أورسولا فرانكلين ولدت في السادس عشر من شهر سبتمبر عام 1921.[22][22]

### أغسطس
- 14 أغسطس – هورست ماير (مواليد 1926) فيزيائي سويسري.
- 22 أغسطس – بيتر سيبرغ (مواليد 1944)
- 24 أغسطس – فالتر شيل (مواليد 1919) الرئيس الرابع لجمهورية ألمانيا الاتحادية (1974-1979).[23]

### سبتمبر
- 9 سبتمبر – يورغ زينك (مواليد 1922) كاتب ومؤلف ألماني.[24]
- 22 يوليو – أورسولا فرانكلين (مواليد 1921) أورسولا فرانكلين ولدت في السادس عشر من شهر سبتمبر عام 1921.[22][22]
- 29 سبتمبر – هربرت مارتن (مواليد 1925) لاعب كرة قدم ألماني.[25]

### نوفمبر
- 10 نوفمبر – ماجدالينه إيلرس (مواليد 1923) مؤلفة ألمانية.
- 11 نوفمبر – آكي سكميدت (مواليد 1935) لاعب كرة قدم ألماني.[26]
- 25 نوفمبر – إريك بلوخ (مواليد 1925)

### ديسمبر
- 7 ديسمبر – هايدغارد هام بروشر (مواليد 1921) سياسية ألمانية.[27]